# فؤاد کریمی
فؤاد کریمی (زاده ۱۳۳۰ خرمشهر - درگذشته ۴ مرداد ۱۳۹۷، تهران) سیاست‌مدار ایرانی بود، که در دوره نخست و دوره دوم مجلس شورای اسلامی به‌عنوان نماینده اهواز، از استان خوزستان در مجلس شورای اسلامی حضور داشت.